# 內埔子水庫
內埔子水庫，又稱為虎頭崁埤，位於台灣嘉義縣民雄鄉松山村，已完成裝置容量1.972MW太陽光電發電系統之設置，預估年發電量約237萬度，相當於598戶家庭用電所需。內埔子水庫主要利用天然低窪地勢，構築土壩積蓄雨水所形成之人工湖。集水區面積為3.19平方公里，滿水位面積為0.19平方公里，總容量約為905,700立方公尺。主要功能為提供內埔子及林子尾地區灌溉用水，為一單目標水庫，目前由農業部農田水利署嘉南管理處的興中工作站管理。

## 沿革
內埔子水庫於日治時代的1940年5月開工，1942年3月完成，由於當時正是第二次世界大戰期間，日本資源耗竭，陷於苦戰，故本水庫設計極為「陽春」。

## 結構
內埔子水庫之大壩為土石壩，溢洪道採自由溢流式。壩高26公尺，壩長為172公尺，壩頂寬度 15 公尺，壩體積155,000 立方公尺。

## 浮力式太陽能發電站
由水庫主管機關的行政院農業委員會農田水利署嘉南管理處對外招標後，由民營企業所投資興建。內埔子水庫太陽光電場也是嘉義縣首座建立在水庫表面的浮力式太陽光電場。

## 腳註
1. 1 2  張炎銘. . 水利署電子報.   [2014-05-29]. （原始内容存档于2016-03-04） （中文（臺灣））.
2. ↑  .   [2017-09-21]. （原始内容存档于2020-02-16）.
3. ↑  .   [2017-09-21]. （原始内容存档于2019-06-08）.
4. ↑  李宗祐. . 經濟部能源局. 2018-05-18  [2022-04-24]. （原始内容存档于2022-05-27） （中文（臺灣））.
5. ↑  曾迺強. . 自由時報局. 2018-04-24  [2022-04-24]. （原始内容存档于2022-05-27） （中文（臺灣））.